# Krchleby, Kutná Hora
Krchleby là một làng thuộc huyện Kutná Hora, vùng Středočeský, Cộng hòa Séc.